# North Cape May
North Cape May is een plaats (census-designated place) in de Amerikaanse staat New Jersey, en valt bestuurlijk gezien onder Cape May County.

## Demografie
Bij de volkstelling in 2000 werd het aantal inwoners vastgesteld op 3618.

## Geografie
Volgens het United States Census Bureau beslaat de plaats een oppervlakte van
3,8 km², waarvan 3,6 km² land en 0,2 km² water.

## Plaatsen in de nabije omgeving
De onderstaande figuur toont nabijgelegen plaatsen in een straal van 8 km rond North Cape May.